# Selvbinder
En selvbinder er en maskine, der før mejetærskerne overtog, blev anvendt til høstning af korn. Selvbinderen kunne i en arbejdsgang slå og binde kornet til neg. Kornet blev ført op på et bindebord, presset op mod en pressefinger og videre ind i et bindeapparat. Negene blev efter lufttøring på marken bragt til et tærskeværk, eller til lagring, for senere at blive tærsket.
Selvbinderen blev udviklet 1872 af amerikaneren Charles Withington. Selvbinderen spillede en vigtig rolle i den første mekanisering af landbruget. I 1960'erne blev den fortrængt af mejetærskerne.
De første selvbindere var hestetrukne og de forskellige funktioner trukket fra dens eget drivhjul. I 1950'erne blev selvbinderne trukket af en traktor. Traktorerne blev efterhånden udstyret med kraftudtag, således at den også kunne trække binderens funktioner. Fordelen var, at man ved langsom kørsel kunne lade selvbinderen arbejde hurtigt, eller ved standsning, kunne holde stille og lade selvbinderen rotere.

## Selvbinderens historie
I begyndelsen af 1800-tallet konstruerede amerikaneren Robert McCormick den mekaniske slåmaskine med en bevægelig kniv og en roterende vinge, der på skærebordet samlede kornet, som senere med håndkraft blev aflæsset i bundter på marken. Bag aflæggeren gik høstfolkene og bandt bundtene med ståltråd. Aflæggeren kunne forholdsvis hurtigt og effektivt høste kornet, mens alle de øvrige dele af arbejdsprocesserne i høsten stadigvæk skulle udføres med håndkraft.
- 1865 fandt man ud af at lade to mænd stå og samle og binde kornet på selve maskinen. Det krævede tre mænd – to til at binde kornet og en til at styre hestene.
- 1872 opfandt Charles Withington et bindeapparat, som med to stålarme fanger et bundt korn, automatisk binder en ståltråd omkring det og lader bundtet falde ned på jorden.
- 1880 begyndte Cyrus McCormick en produktion af en selvbinder med et bindeapparat, der i stedet for ståltråde brugte sejlgarn. Maskinen kunne i samme proces høste og opbinde kornet, og i forhold til tidligere kunne maskinen udføre samme mængde arbejde, som man førhen var 12-14 personer om.
- 1902 blev mange af de selskaber, der havde arbejdet med udviklingen af selvbinderen samlet i firmaet International Harvester, som var det førende firma i udviklingen og produktionen af selvbinderne.

Den første mekaniske slåmaskine blev importeret til Danmark 1852, den opbevaredes i sin tid på Landbohøjskolen. Den første mejemaskine med bindeapparat blev udstillet ved Landmandsforsamlingen i Svendborg 1878.
Det var dog først fra århundredeskiftet, at selvbinderen blev almindelig på de store gårde og fra 1920'erne på de mindre gårde. Ofte købte flere mindre gårde i fællesskab en selvbinder. Den hurtige udbredelse kunne ske, fordi selvbinderen var relativt billig. Den var også attraktiv, fordi den gjorde det muligt for få mennesker at høste et forholdsvis stort areal. Den førte også til mindre spild.